# Класи складності L і NL
Клас мов L — множина мов, розв'язних на детермінованій машині Тюрінга з використанням {\displaystyle O(\log(n))} додаткової пам'яті для входу довжиною n.
Клас мов NL — множина мов, розв'язних на недетермінованій машині Тюрінга з використанням {\displaystyle O(\log(n))} додаткової пам'яті для входу довжиною n.
Приклади:
- {\displaystyle \{0^{k}1^{k}:k\geq 0\}\in L}
- Нехай мова {\displaystyle PATH=\{(G,s,t):G} — орієнтований граф, у якому є шлях від {\displaystyle s} до {\displaystyle t}{\displaystyle \}}, тоді {\displaystyle PATH\in NL}

## NL-повні задачі
Перетворювач, що вимагає логарифмічної пам'яті — машина Тюрінга з трьома стрічками: вхідною, доступною тільки для читання, вихідною, доступною тільки для запису і робочою стрічкою, на якій може використовуватися не більше O(log(n)) комірок.
Функцію, обчислювану таким перетворювачем, називають функцією, що обчислюється з логарифмічною пам'яттю.
Задача A логарифмічно за пам'яттю зводиться до задачі B, якщо є логарифмічна за пам'яттю функція, за допомогою якої задача A зводитися до задачі B. Позначають {\displaystyle A\leq _{L}B}.
Мову називають NL-повною, якщо вона належить NL і будь-яка мова з NL зводиться до неї логарифмічно за пам'яттю.
Теорема:
{\displaystyle (A\leq _{L}B)\land (B\in L)\Rightarrow A\in L}
Наслідок:
Якщо NL-повна мова належить L, то L = NL
Твердження:
PATH — NL-повна задача.
Наслідок:
{\displaystyle NL\subseteq P}.

## Теорема Іммермана
Клас coNL — мови, доповнення до яких лежать у NL.
Теорема Іммермана:
NL = coNL